# Kwok Ho Ting
Marco Kwok Ho Ting (chinesisch 郭灝霆 / 郭灏霆, Pinyin Guō Hàotíng, Jyutping Gwok3 Hou6ting4, kantonesisch Kwok Ho-Ting; * 26. Februar 1988, Hongkong) ist ehemaliger chinesischer Bahnradfahrer aus Hongkong.

## Sportlicher Werdegang
Kwok Ho Ting begann seine Karriere 2007 bei dem Continental Team Hong Kong Pro Cycling. Beim Bahnrad-Weltcup 2008/09 belegte er im Punktefahren den zehnten Platz in Manchester und den neunten Platz in Melbourne. In Melbourne konnte er außerdem den Scratch-Wettbewerb vor dem Australier Leigh Howard und Neuseeländer Jason Christie für sich entscheiden. 2009 wurde er zweifacher Asienmeister, in Omnium und mit Wong Kam Po im Zweier-Mannschaftsfahren. 2011 wurde er erneut Asienmeister im Zweier-Mannschaftsfahren, dieses Mal mit Ki Ho Cho.
Im selben Jahr errang Kwok Ho Ting bei den UCI-Bahn-Weltmeisterschaften 2011 in Apeldoorn den Titel des Weltmeisters im Scratch. 2013 wiederholte er mit Ki Ho Cho den Erfolg als Asienmeister im Zweier-Mannschaftsfahren. 2016 beendete er seine Radsportlaufbahn aus gesundheitlichen Gründen.

## Erfolge

### Bahn
2008
- Asienmeister – Zweier-Mannschaftsfahren (mit Wong Kam Po)
- Weltcup Melbourne – Scratch

2009
- Asienmeister – Zweier-Mannschaftsfahren (mit Wong Kam Po)
- Asienmeister – Omnium

2010
- Asienspiele 2010 – Mannschaftsverfolgung (mit Cheung King-lok, King Wai Cheung und Ki Ho Choi)

2011
- Asienmeister – Zweier-Mannschaftsfahren (mit Ki Ho Choi)
- Weltmeister – Scratch

2013
- Asienmeister – Zweier-Mannschaftsfahren (mit Ki Ho Choi)
- Nationaler Meister – Einerverfolgung
- Nationaler Meister – Mannschaftsverfolgung (mit Fu Shiu Cheung, King Wai Cheung und Siu Wai Wo)
- Nationaler Meister – Omnium

### Straße
2009
- eine Etappe Tour de Korea

2012
- Meisterschaft von Hongkong – Straßenrennen

## Teams
- 2007 Hong Kong Pro Cycling
- 2008 Hong Kong Pro Cycling
- 2009 Hong Kong Pro Cycling
- 2010 Hong Kong Pro Cycling
- 2011 Hong Kong Pro Cycling
- 2012 Hong Kong Pro Cycling
- 2013 Team Hong Kong China
- 2014 HKSI Pro Cycling Team

## Diverses
Der Hongkonger Radsportler Wong Kam Po und Kwok sind Alumni der Education University of Hong Kong (EdUHK). Die beiden bekannten Sportidole gingen in Hongkong nicht nur auf dieselbe Uni. Sie wurden auch zu den (JCI) Ten Outstanding Young Persons in Hongkong gewählt.